# Knäckebröd

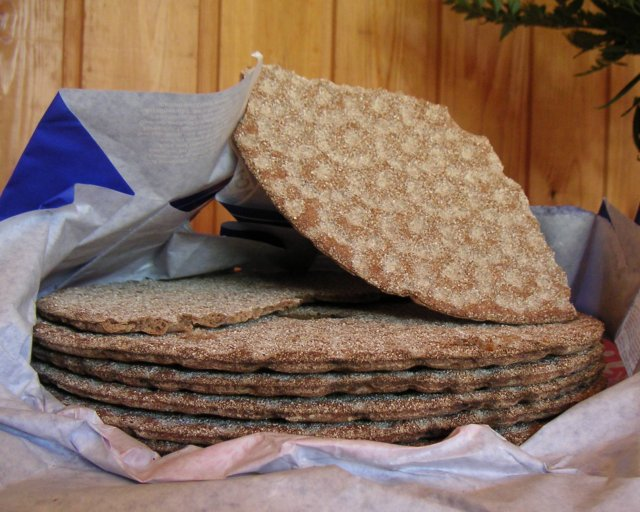
Knäckebröd.

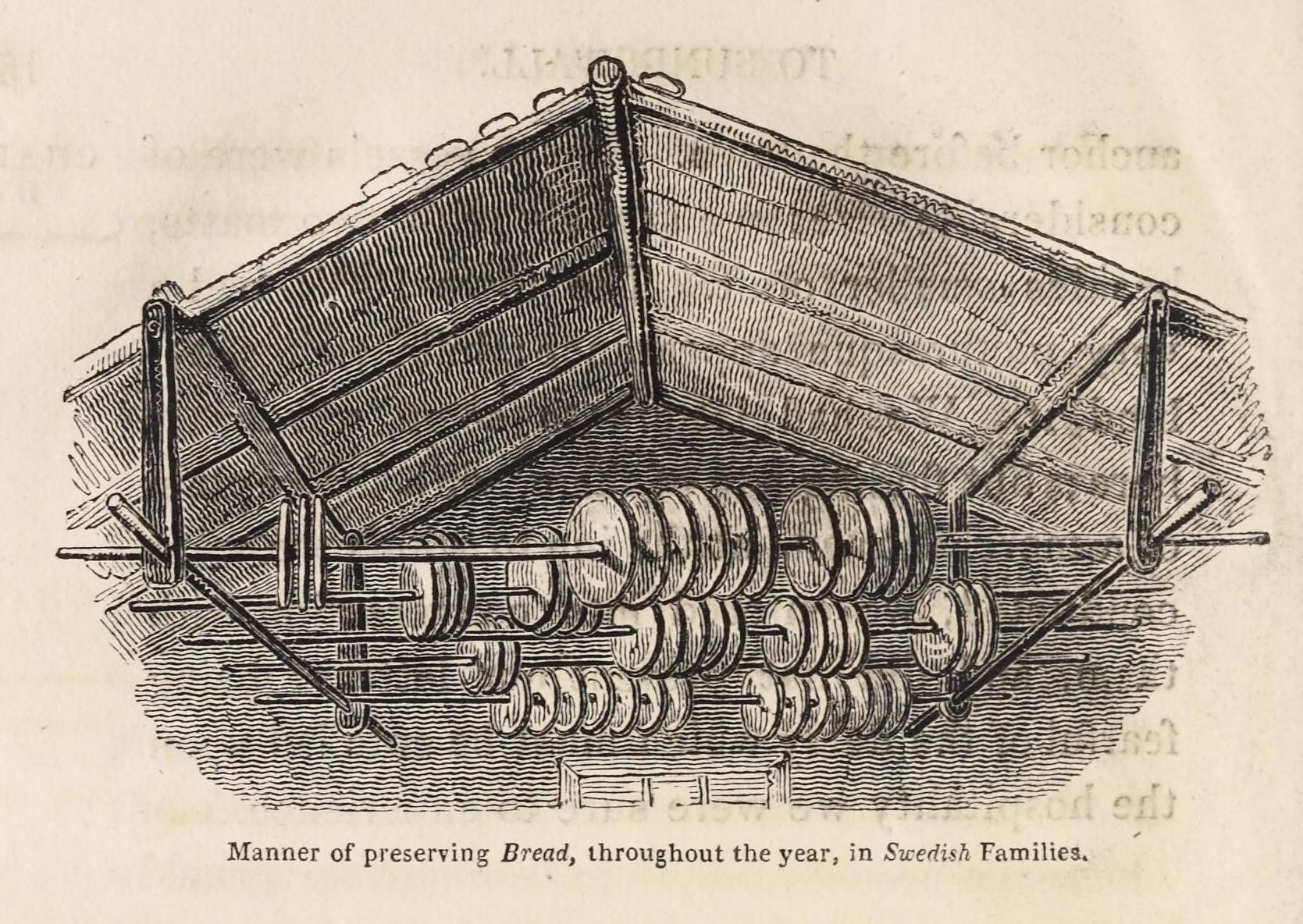
"Hur man året om konserverar bröd i svenska familjer", från Travels in various countries of Europe, Asia and Africa (London, 1824).

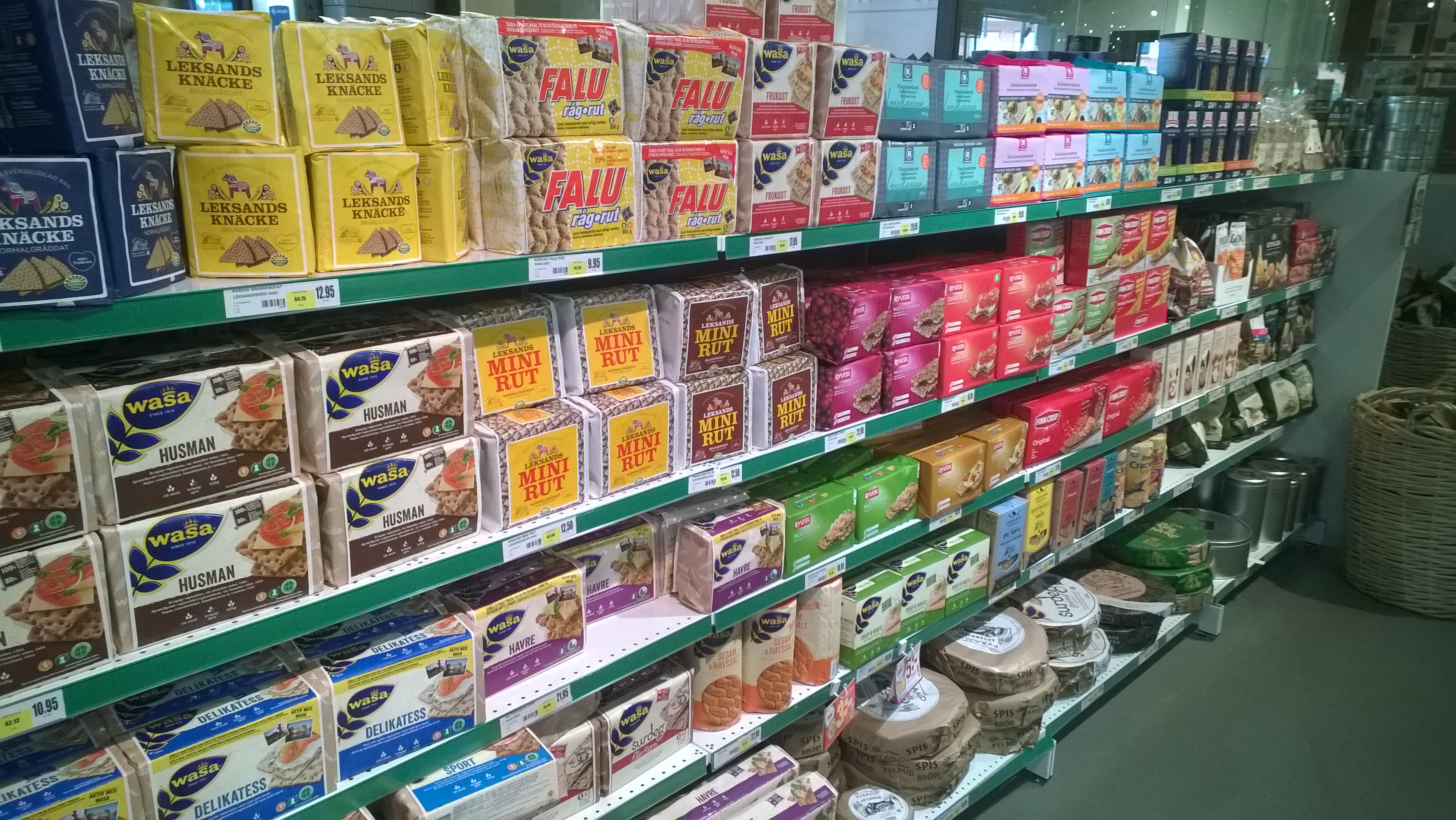
Knäckebröd i en livsmedelsbutik i Sverige.

Knäckebröd (hårt bröd, hårdbröd) är jäst hårt bröd som härstammar från Sverige och vanligtvis bakas av råg.
I Sverige är knäckebröd ett vanligt tillbehör till ärtsoppa, liksom till inlagd sill.

## Historia och etymologi
Knäckebröd är en sammansättning av orden "knäck(a)" och "bröd". Egentligen syftar knäck på ett verktyg med utstående taggar som skapade linjer och liknande vid tillverkning av bröd. Knäckebröd var ett stort och runt förrådsbröd som hade hål i mitten för att hängas upp på torkstänger för att torka, men även för att inte råttor skulle komma åt dem. Eftersom knäckebrödet innehåller mindre än 10 procent vatten är dess hållbarhet mycket god, något som var ännu viktigare i äldre tider då andra konserveringsmöjligheter saknades. Det var särskilt viktigt under de långa och kalla vintrarna. Även om det inte längre är lika vanligt att hänga upp knäckebröd finns det hålade knäckebrödet kvar.
Spisbröd är ett fornsvenskt ord och syftar ursprungligen på mörka och torra bröd. Spisbrödet var grövre än konventionellt knäckebröd och kunde under 1700- och 1800-talen bakas av korn och agnar eller osiktat rågmjöl. Det uppfattades som sämre och var särskilt avsett till "utspisning" av tjänstefolk. Det ansågs även lämpligt för barns tänder eftersom barnen var tvungna att tugga. Ordet spisbröd har levt kvar, särskilt i vissa trakter.
Knäckebröd hade till skillnad från de tjocka hårdbröden en utbredning som från början var begränsad till östra Värmland, men har blivit en svensk exportprodukt. Knäckebröd i hushållet är vanligast i Sverige (siffror publicerade 2003); i Sverige har 85 procent av hushållen knäckebröd hemma, i Tyskland är det 45 procent och i Frankrike 8 procent. I ett svenskt hushåll äts i genomsnitt fyra kg knäckebröd per person och år (publicerat 2004).

### Knäckebrödet blir industri
De första knäckebrödsbagerierna kom till vid 1800-talets mitt. Näringsfrihetens införande påbörjades 1846 genom att avskaffa hantverkarnas skyldighet att tillhöra skråväsendet. Det första ”spisbrödsbageriet” blev "AU Bergmans enka" i Stockholm, som senare skulle komma att uppgå i Wasabröd. Sedan den tiden har hårt bröd allt mer blivit något hushållet köper färdigt istället för att baka själv.

## Bakning

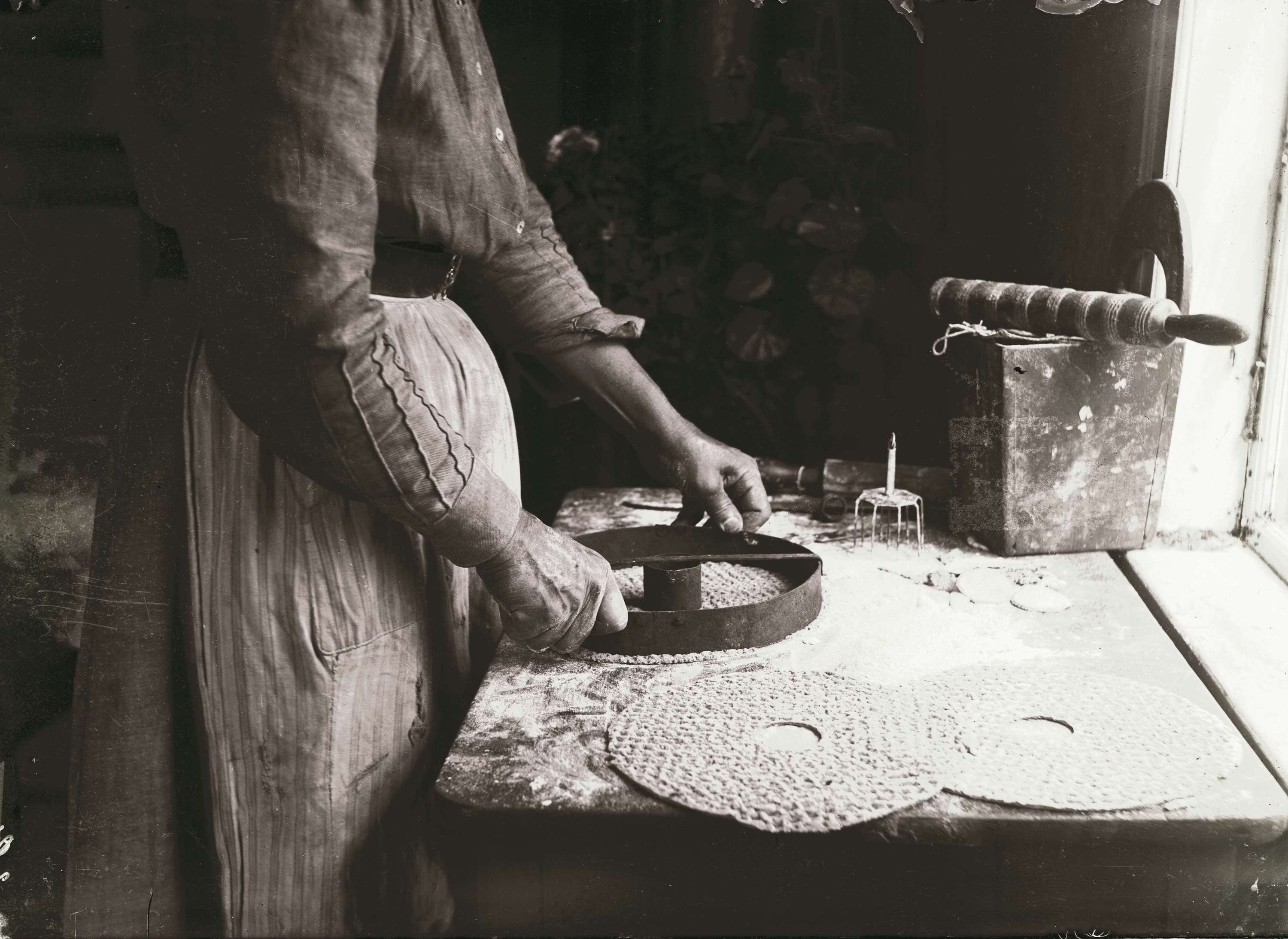
Knäckebrödsbak 1911 i Värmland.

Knäckebröd bakas ut till tunna, flata kakor som får ett finmaskigt hålmönster av en brödnagg eller gropar av en kruskavel. Kakorna gräddas i hög värme under kort tid varefter de torkas.
Knäckebröd är tämligen smakneutralt. Det bakas av osiktat, fiberrikt rågmjöl, men inblandning av andra mjölsorter förekommer, liksom av fint rågmjöl. Även rent veteknäcke förekommer. Rektangulära och runda former, ofta hålkakor, är vanliga. Det är möjligt att baka knäckebröd i hemmet, men det mesta knäckebrödet tillverkas industriellt.

## Tillbehör

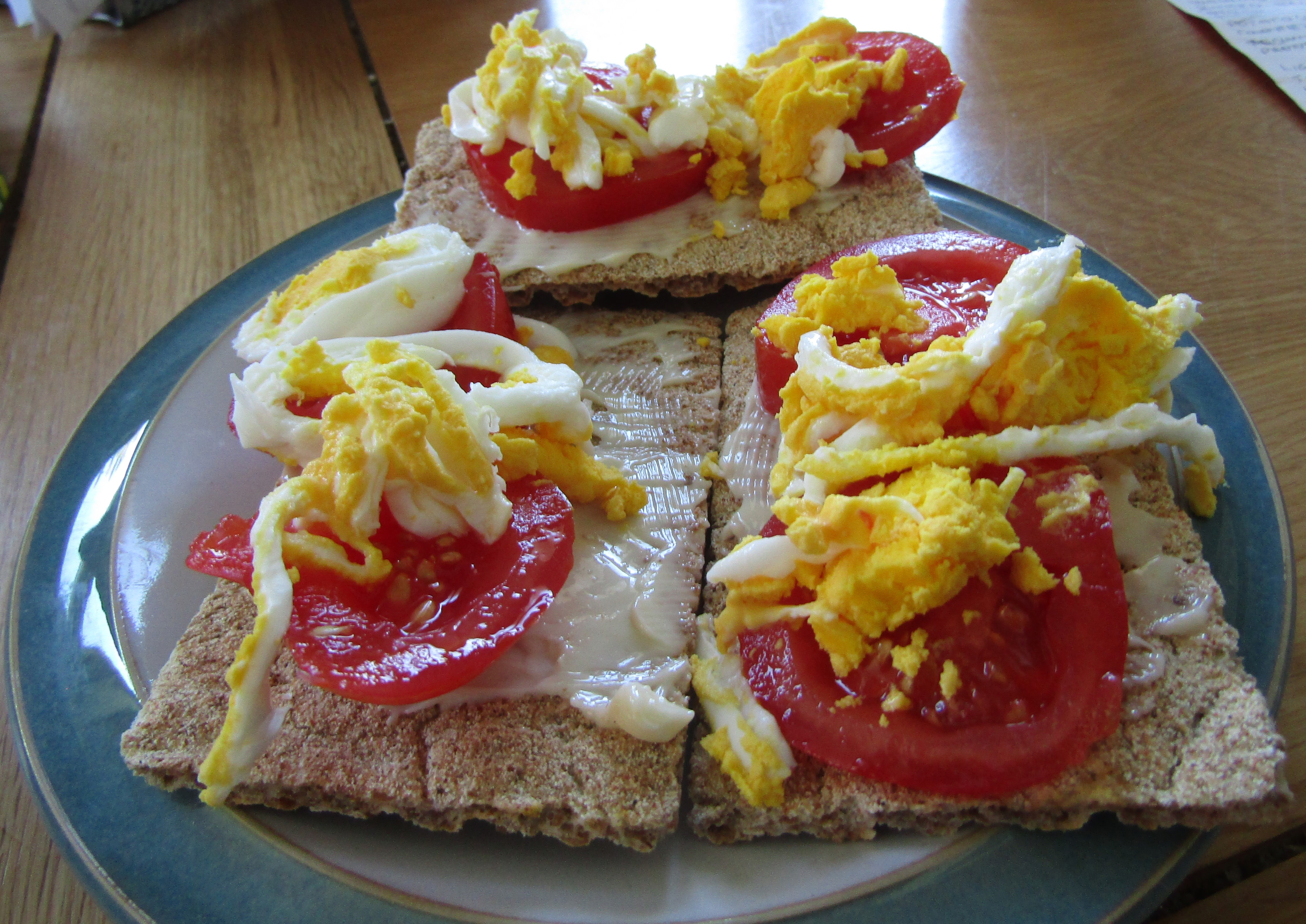
Knäckebröd med färskost, tomat och ägg i England.

Traditionella pålägg på knäckebröd i Sverige är smör, kaviar, leverpastej med ättiksgurka eller saltgurka, tunnhyvlad hårdost och prickig korv.

## Bildgalleri
Exempel på olika typer av knäckebröd:

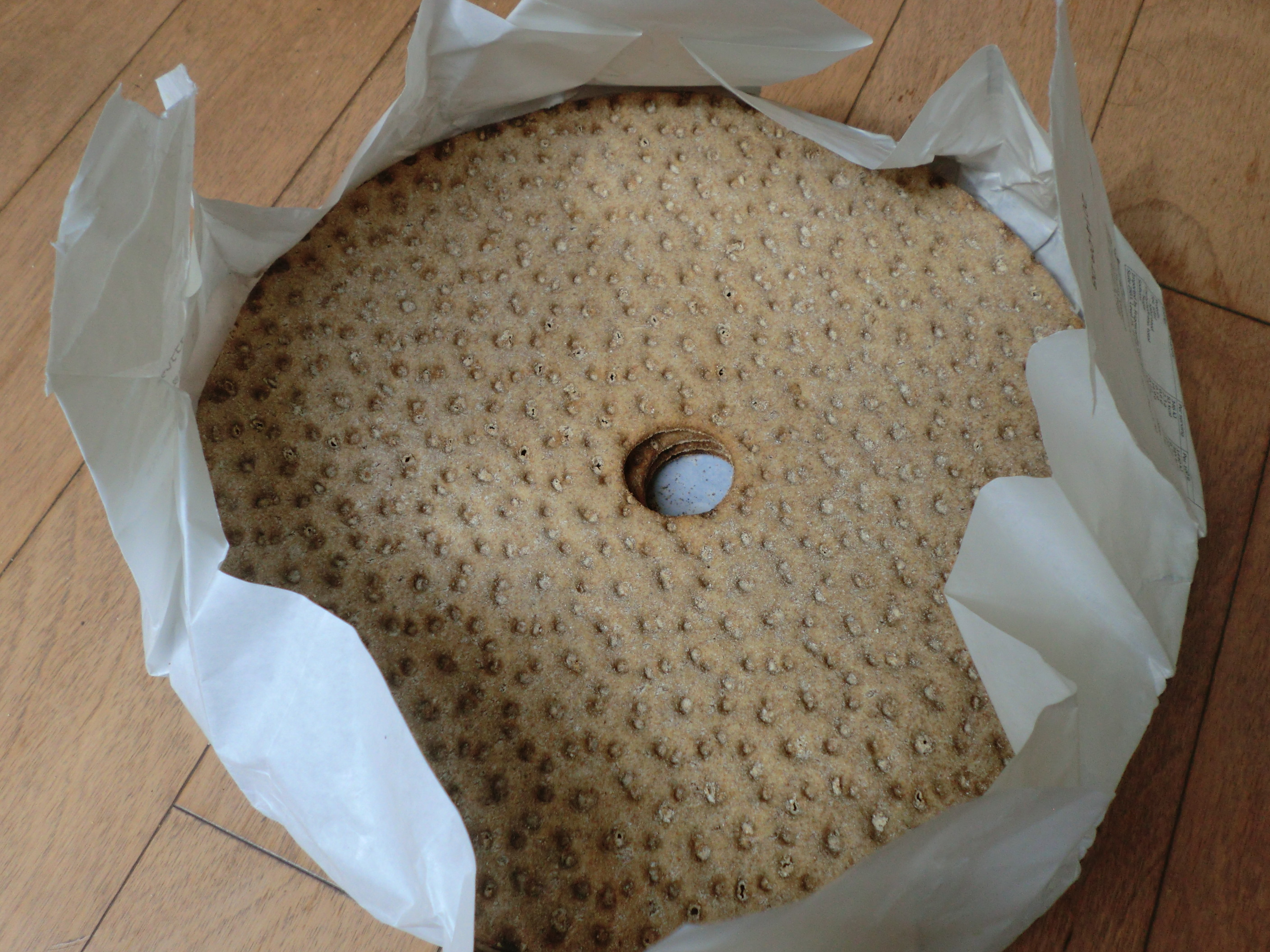
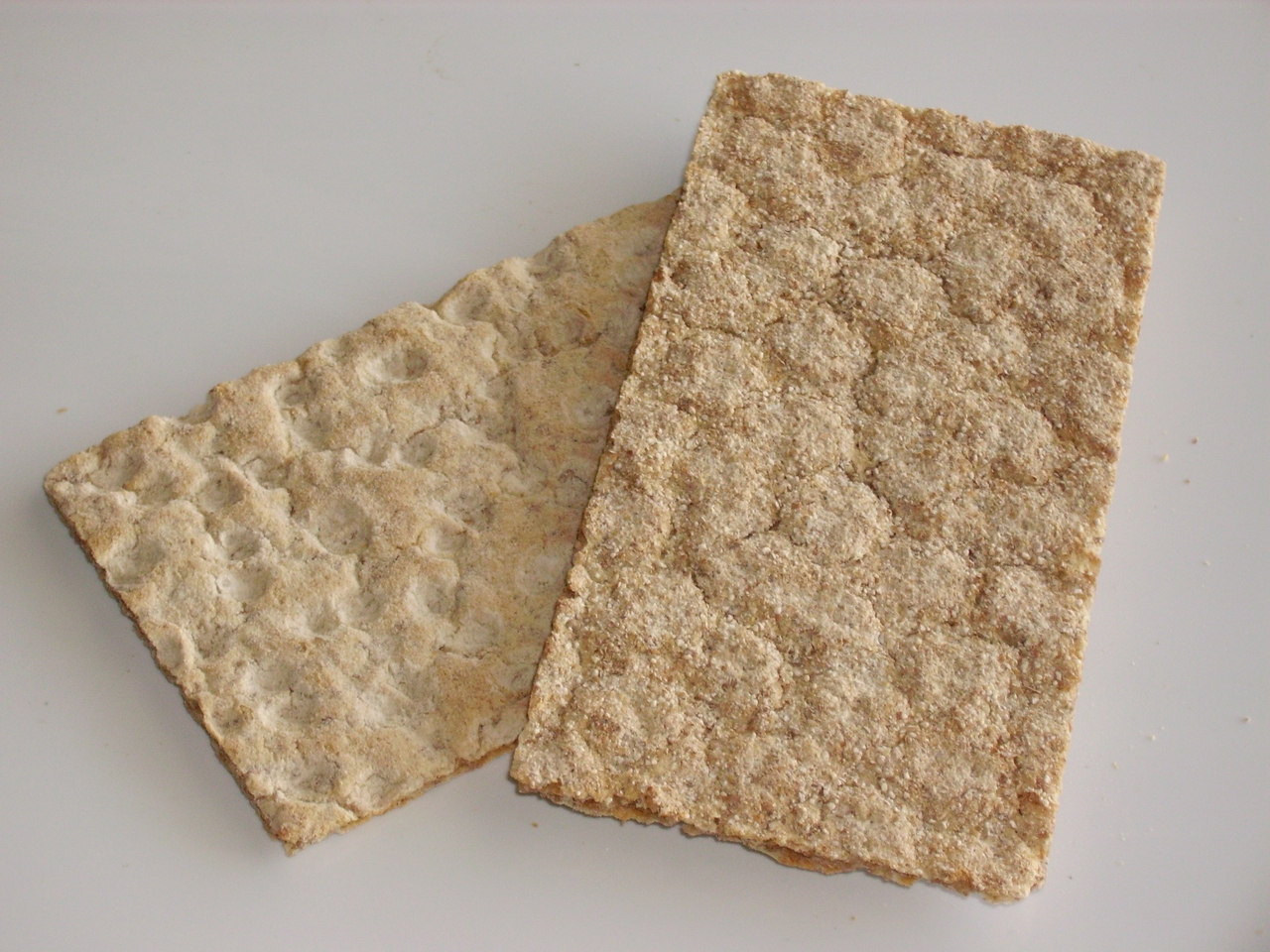
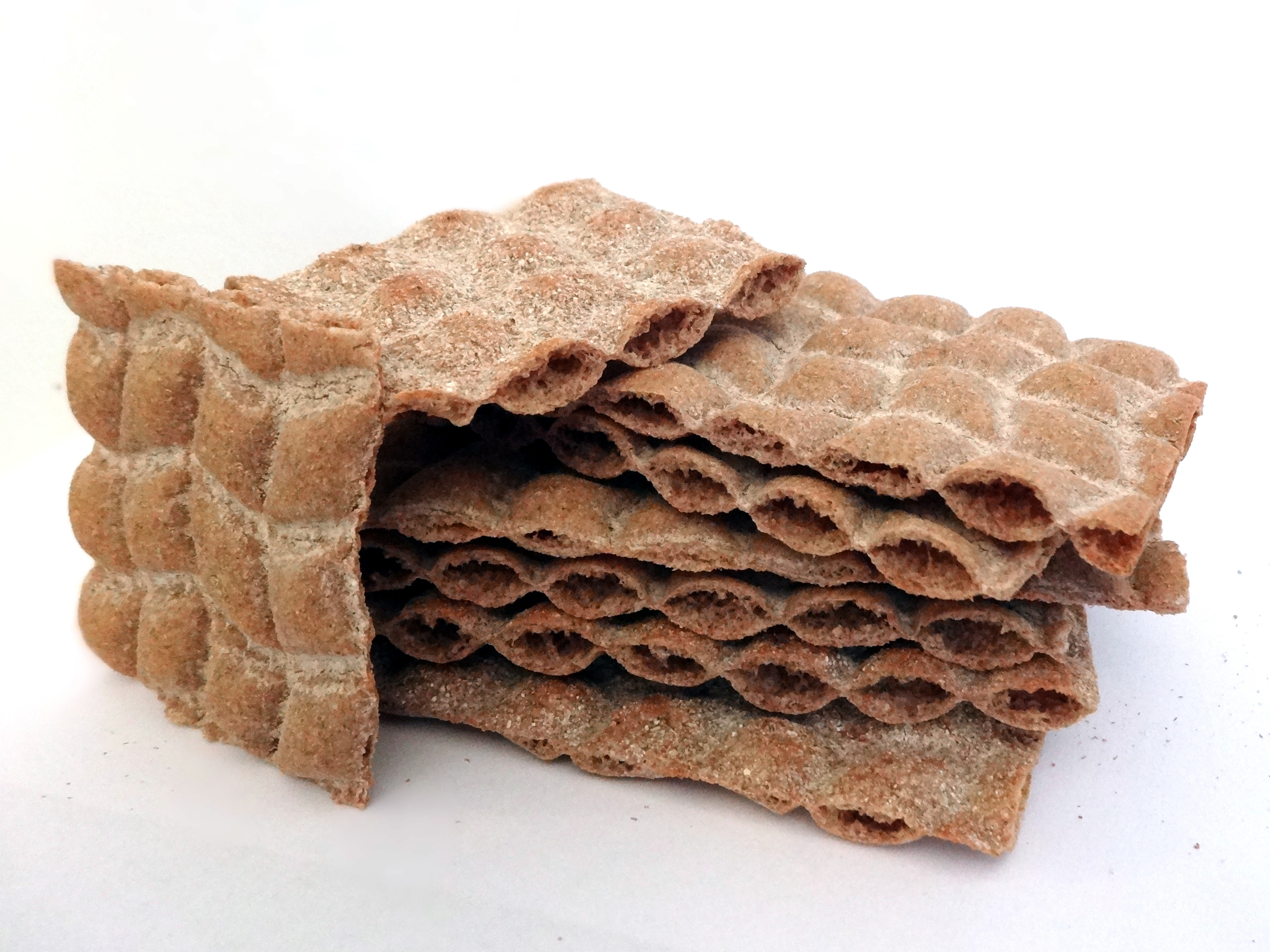
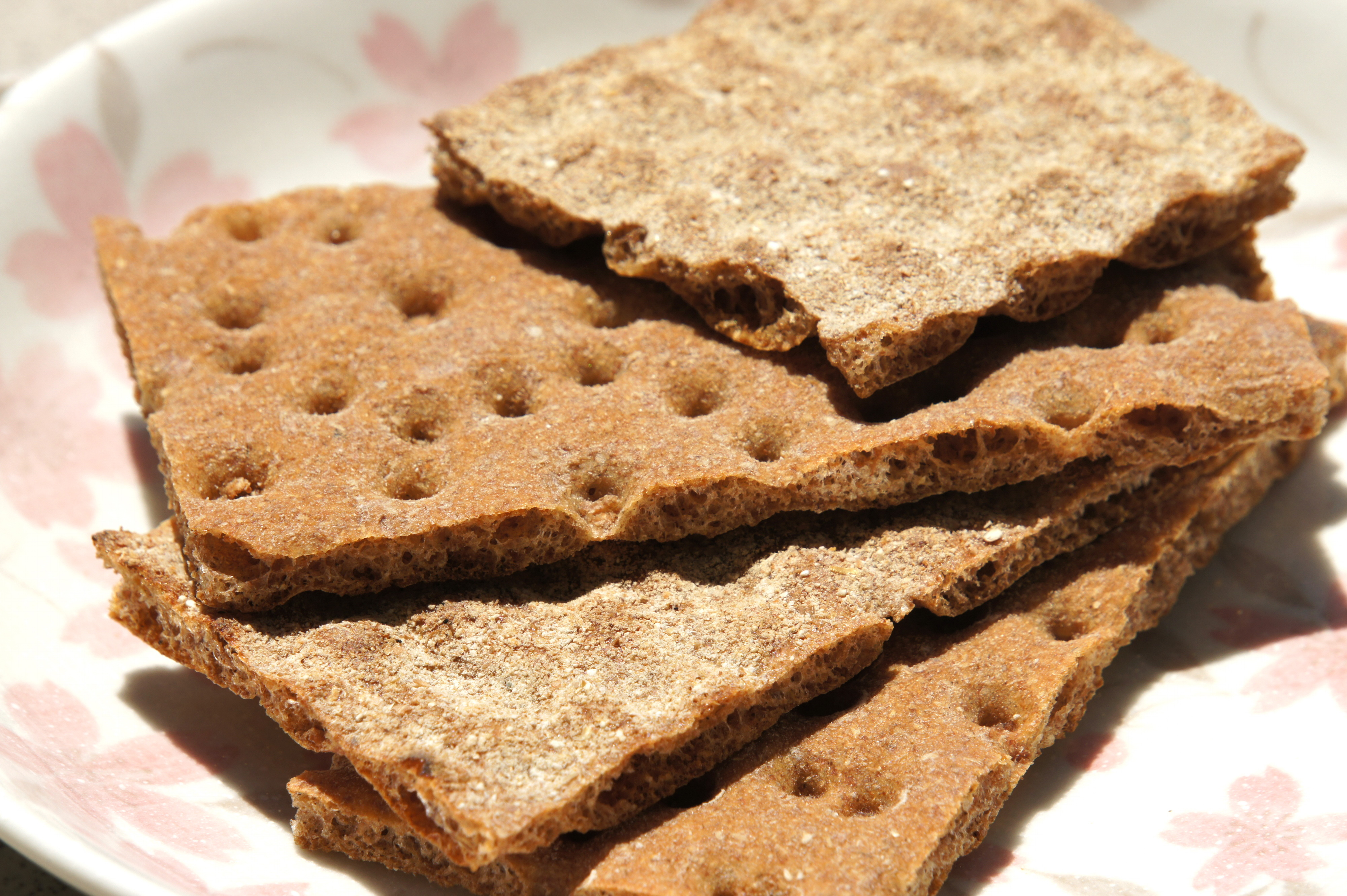
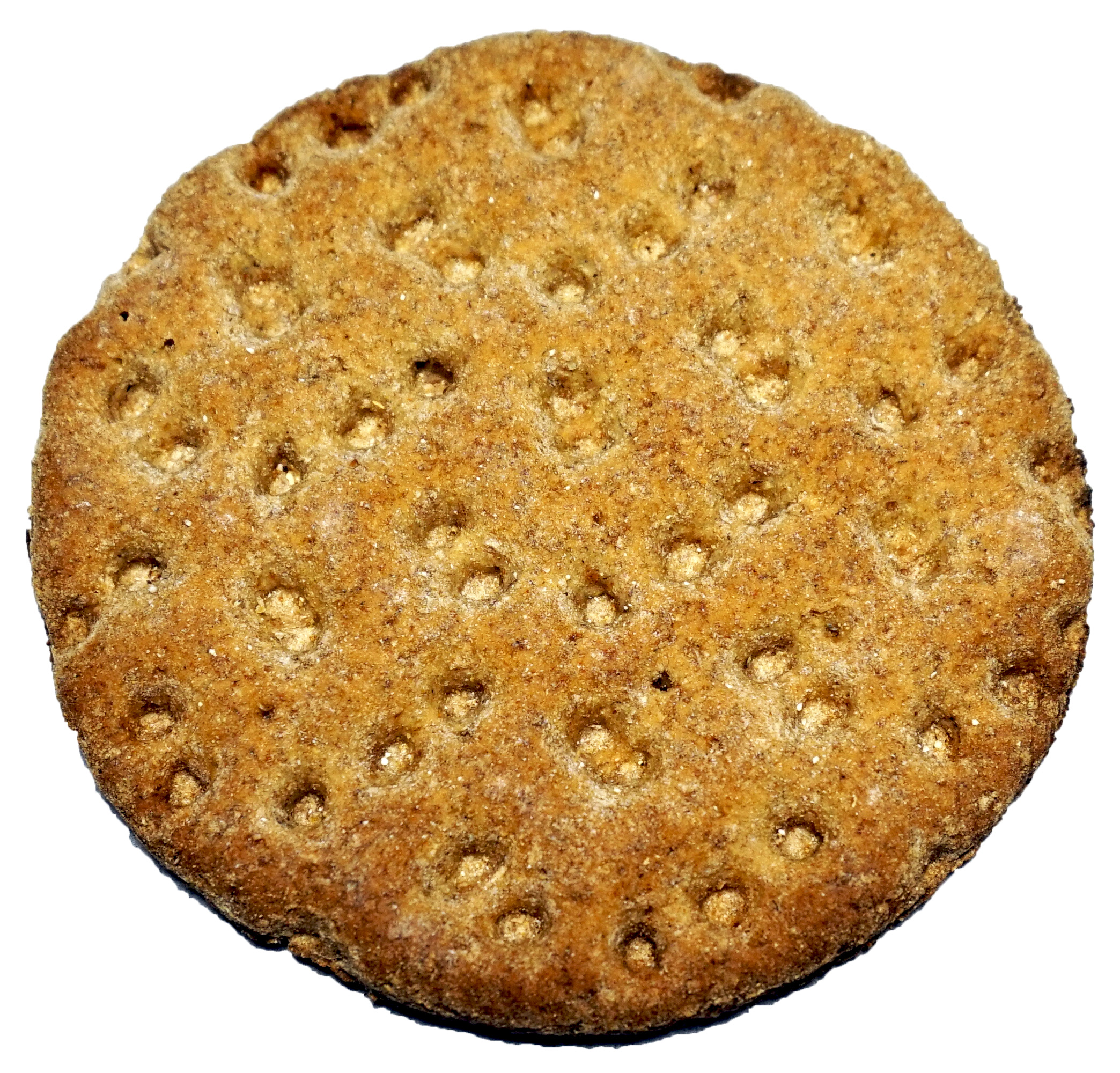
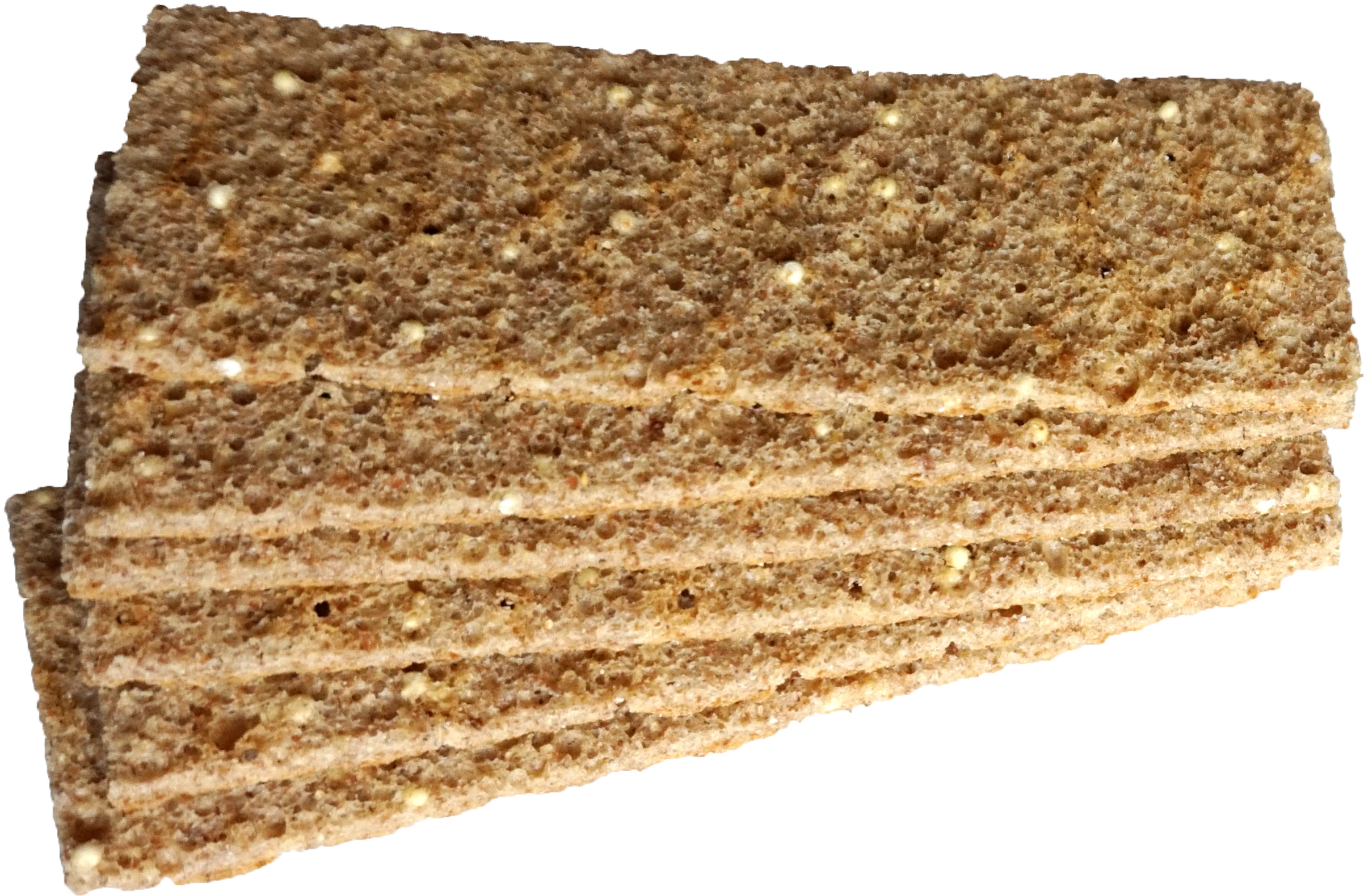